# 사크닌

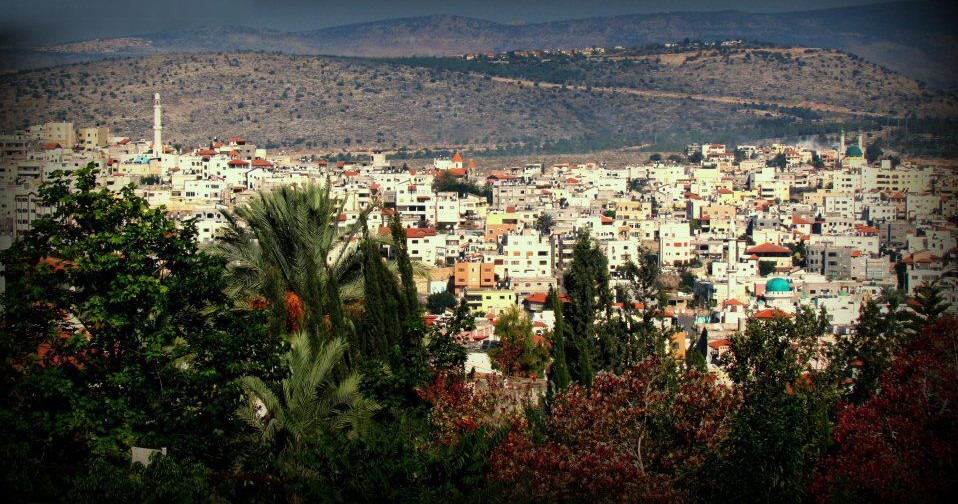
사크닌

사크닌(히브리어: סַחְ'נִין / סִכְנִין, 아랍어: سخنين)은 이스라엘 북부 구의 갈릴리 지역에 위치한 도시로 면적은 9.816km2, 인구는 29,316명(2015년 기준)이다.
아코에서 동쪽으로 약 23km 정도 떨어진 곳에 위치한다. 도시의 인구는 무슬림 인구가 다수를 차지하고 있고 기독교 신자 인구는 적은 편이다.